# Giro di Padania
Il Giro di Padania, noto per la sua seconda e ultima edizione come la Monviso-Venezia - Il Padania e colloquialmente come "Il Padania", è stata una corsa a tappe maschile di ciclismo su strada, svoltasi nel Nord Italia dal 2011 al 2012. Era inserita nel calendario dell'UCI Europe Tour, classe 2.1.

## Storia

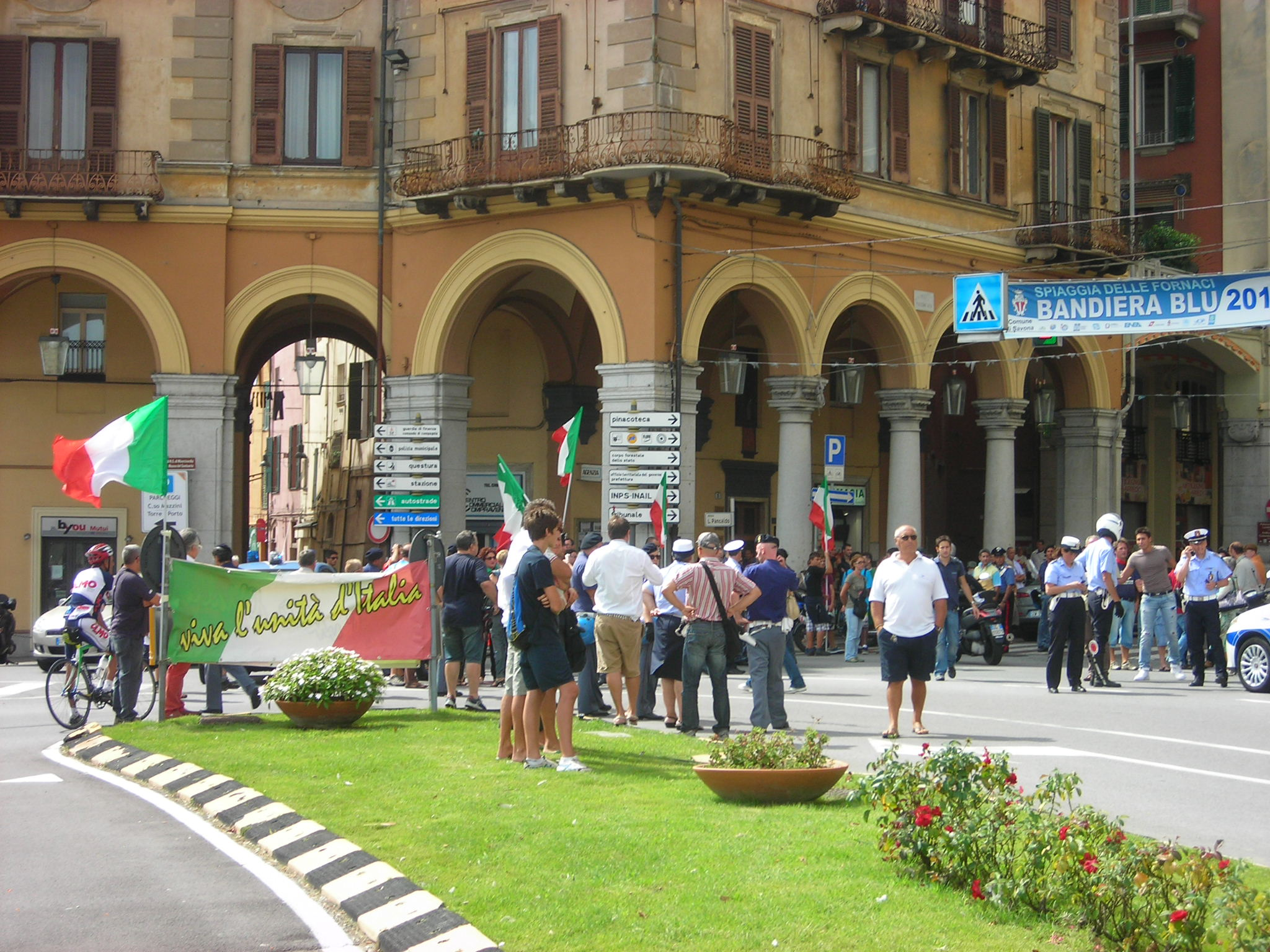
La protesta di Savona prima del passaggio dei ciclisti, nel corso dell'edizione 2011.

La prima edizione del Giro di Padania si è corsa in cinque tappe dal 6 al 10 settembre 2011. Vi hanno partecipato 193 ciclisti professionisti, in rappresentanza di 20 squadre, comprese le squadre nazionali di Australia, Polonia e Slovenia, e la vittoria finale è andata a Ivan Basso.
Al di là dell'aspetto sportivo, il "Padania" è balzato agli onori della cronaca per le contestazioni da parte di esponenti e attivisti della sinistra, anche con tafferugli e sabotaggi durante il passaggio dei ciclisti, con la motivazione che la corsa sarebbe in realtà un'iniziativa politica camuffata da evento sportivo: a tal proposito, il "Padania" è stato organizzato dall'ASD Monviso-Venezia presieduta da Michelino Davico, senatore della Lega Nord.
All'infuori di ciò, questa prima edizione della corsa è stata comunque lodata sotto l'aspetto organizzativo, con una qualità paragonabile a quella del circuito mondiale anziché di quello europeo.
La seconda e ultima edizione della corsa, rinominata nell'occasione Monviso-Venezia - Il Padania, si è corsa in cinque tappe dal 3 al 7 settembre 2012. Vi hanno partecipato 188 ciclisti professionisti, in rappresentanza di 19 squadre, e la vittoria finale è andata a Vincenzo Nibali. Già da questa edizione, tuttavia, c'è stato un drastico calo della qualità organizzativa, sintomo di una mancanza di risorse a causa del sopravvenuto disinteresse degli sponsor.
La già programmata edizione del 2013 è stata annullata a causa della scelta, da parte degli organizzatori, di spostare le proprie risorse su altre corse ciclistiche, portando alla soppressione del "Padania".

## Albo d'oro
Aggiornato all'edizione 2013.
| Anno | Vincitore       | Secondo           | Terzo                 |
| ---- | --------------- | ----------------- | --------------------- |
| 2011 | Ivan Basso      | Giovanni Visconti | Francesco Masciarelli |
| 2012 | Vincenzo Nibali | Riccardo Chiarini | Franco Pellizotti     |
| 2013 | Annullata       | Annullata         | Annullata             |

### Altre classifiche
Aggiornato all'edizione 2013.
| Anno | Punti           | Scalatori         | Giovani                 | Traguardi volanti | Squadre                     |
| ---- | --------------- | ----------------- | ----------------------- | ----------------- | --------------------------- |
| 2011 | Elia Viviani    | Simone Campagnaro | Francesco Masciarelli   | Elia Viviani      | Androni Giocattoli-C.I.P.I. |
| 2012 | Vincenzo Nibali | Vincenzo Nibali   | Carlos Alberto Betancur | Non assegnato     | Non assegnato               |
| 2013 | Annullata       | Annullata         | Annullata               | Annullata         | Annullata                   |